# Gladovec Pokupski
Gladovec Pokupski je naseljeno mjesto u Republici Hrvatskoj u Zagrebačkoj županiji. 

## Zemljopis
Administrativno je u sastavu općine Pokupsko. Naselje se proteže na površini od 10,91 km².

## Stanovništvo
Prema popisu stanovništva iz 2001. godine naselje je imalo 182 stanovnika i to u 63 kućanstva. Gustoća naseljenosti iznosila je 16,68 st./km².

Prema popisu stanovništva 2011. godine naselje je imalo 152 stanovnika.
| broj stanovnika | 277   | 300   | 294   | 332   | 363   | 361   | 296   | 346   | 339   | 314   | 306   | 239   | 196   | 183   | 182   | 152   | 161   |
|                 | 1857. | 1869. | 1880. | 1890. | 1900. | 1910. | 1921. | 1931. | 1948. | 1953. | 1961. | 1971. | 1981. | 1991. | 2001. | 2011. | 2021. |